# Holomelina brevicornis
Holomelina brevicornis là một loài bướm đêm thuộc phân họ Arctiinae, họ Erebidae.